# Cole & Woop
Cole & Woop war ein US-amerikanisches Karosseriebauunternehmen.

## Unternehmensgeschichte
George W. Cole und William Woop gründeten 1899 das Unternehmen in New York City. Sie stellten Kutschen und Karosserien für Automobile her.
1901 und 1902 entstanden zwei Elektroautos in Kindergröße für den Enkel von Jay Gould. 1903 wurden solche Fahrzeuge in Kleinserie hergestellt.
Karosserien wurden für Smith & Mabley, Isotta Fraschini, De Dion-Bouton, Mors, Rochet-Schneider und andere Marken angefertigt. Daneben werden Ardsley, Howard sowie Rennwagen für Christie genannt. Ab 1906 wurden auch Pierce-Arrow karossiert.
1912 trennten sich die Partner. Cole firmierte daraufhin als George W. Cole und Woop als William Woop Company.